# David Ostella

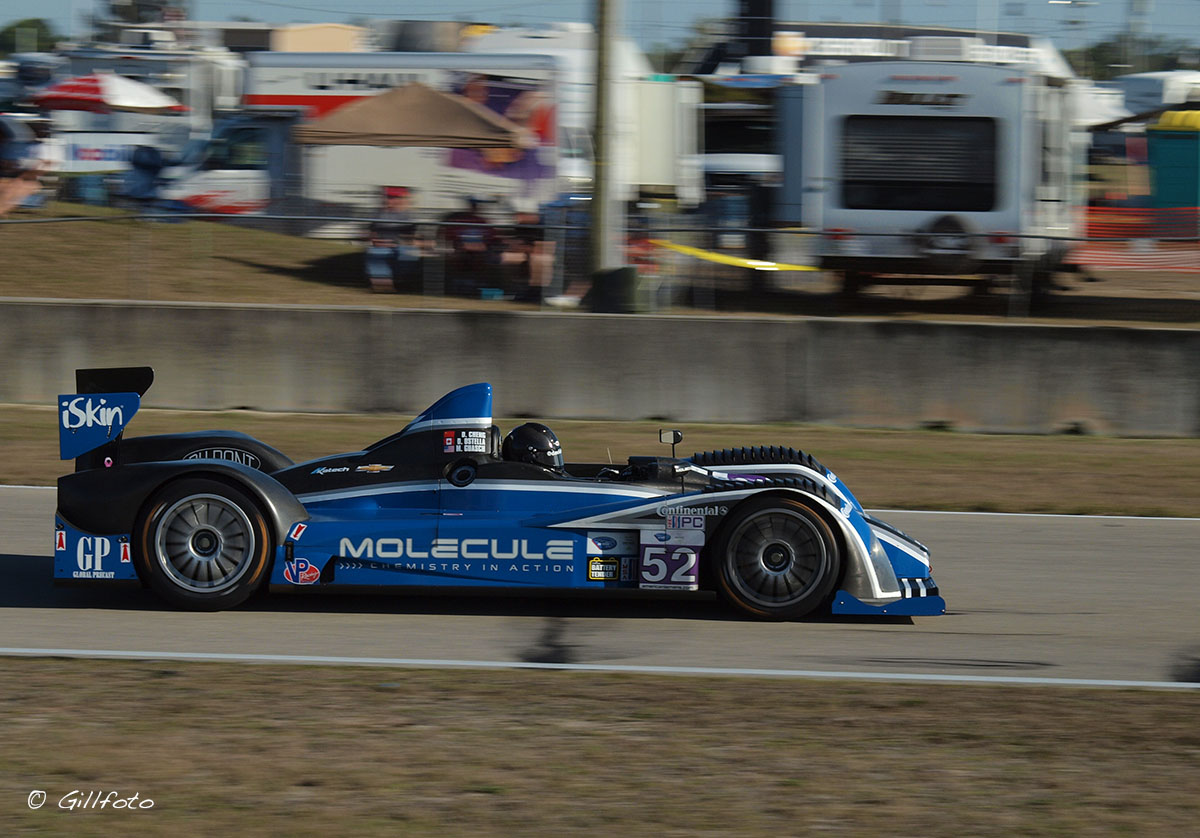
Der Oreca FLM09 von David Cheng, Mike Guasch und David Ostella beim 12-Stunden-Rennen von Sebring 2013

David Ostella (* 8. Oktober 1991 in Maple, Ontario) ist ein kanadischer Automobilrennfahrer. Er startete 2011 und 2012 in der Indy Lights.

## Karriere
Ostella begann seine Motorsportkarriere 2001 im Kartsport und war bis 2008 in dieser Sportart aktiv. 2008 gab er zudem sein Formelsportdebüt für EuroInternational in der amerikanischen Formel BMW. Während sein Teamkollege Alexander Rossi den Meistertitel gewann, schloss Ostella die Saison auf dem neunten Gesamtrang ab. 2009 wechselte er zu AIM Motorsport in die Star Mazda Series. Er beendete ein Rennen auf dem Podest und belegte am Ende der Saison den 13. Platz in der Fahrerwertung. 2010 bestritt Ostella für AIM Motorsport seine zweite Saison in der Star Mazda Series. Mit einem vierten Platz als bestes Resultat wurde er Zwölfter in der Gesamtwertung.
2011 ging Ostella für Jensen MotorSport in der Indy Lights an den Start. Ein vierter Platz beim Saisonauftakt war sein bestes Resultat. Für das Saisonfinale wurde er durch Oliver Webb ersetzt. Am Saisonende belegte er den neunten Gesamtrang. 2012 wechselte Ostella innerhalb der Indy Lights zum Team Moore Racing. Mit einem zweiten Platz beim Saisonfinale stand er einmal auf dem Podium. Er beendete die Saison auf dem achten Platz der Fahrerwertung.

## Statistik

### Karrierestationen
| - 2001–2008: Kartsport - 2008: Amerikanische Formel BMW (Platz 9) | - 2009: Star Mazda Series (Platz 13) - 2010: Star Mazda Series (Platz 12) | - 2011: Indy Lights (Platz 9) - 2012: Indy Lights (Platz 8) |

### Sebring-Ergebnisse
| Jahr | Team                         | Fahrzeug    | Teamkollege    | Teamkollege   | Platzierung            | Ausfallgrund |
| ---- | ---------------------------- | ----------- | -------------- | ------------- | ---------------------- | ------------ |
| 2013 | PR1 Mathiasen Motorsports    | Oreca FLM09 | David Cheng    | Mike Guasch   | Rang 9 und Klassensieg |              |
| 2014 | Performance Tech Motorsports | Oreca FLM09 | Charlie Shears | Raphael Matos | Ausfall                | Defekt       |